# レイ (北斗の拳)
レイは、漫画『北斗の拳』に登場する架空の人物。

## 身体的特徴
身長185cm、体重100kg、チェスト132cm、ウエスト92cm、ヒップ106cm、首周り45cm（データは週刊少年ジャンプ特別編集『北斗の拳 SPECIAL』の「拳聖烈伝」による）。
流麗な長髪を持ち、女性と見間違うほどの美丈夫。原作では黒の長髪、黒の瞳だが、アニメ版では頭髪は水色、瞳は紅のカラー指定がなされている。劇場版『北斗の拳』では青色の瞳となっていて妹アイリとともに頭髪と瞳の色が統一されている。ゲームなどの他メディアでは、青みがかった暗髪の頭髪である場合が多い（格闘ゲームであるスーパーファミコン版『北斗の拳6 激闘伝承拳 覇王への道』や『北斗の拳7 聖拳列伝 伝承者への道』のように、アニメに近い水色の頭髪の場合もある）。
衣装のデザインは原作とテレビアニメ版では若干異なっている。原作では初登場の牙一族編は赤色のルーズネックのシャツに開襟の上着（以降、前期仕様と表記）を着用していたが、それ以降は詰襟の上着（以降、後期仕様）を着用。テレビアニメ版ではトキに心霊台を突かれるまでは原作前期仕様を着用していたが、直後のユダとの決戦時においては原作後期仕様の衣装に着替えている。なお劇場版やセガ（後のセガ・インタラクティブ）の格闘ゲーム版ではいずれも原作後期準拠の衣装となっている。またテレビアニメ版と劇場版や格闘ゲーム版では全体的なカラーリングが異なり、前者（テレビアニメ版）はやや緑寄りの青のカラーリングで後者（劇場版や格闘ゲーム版）は青寄りのカラーリングとなっている。
作画担当の原哲夫によるとキャラ作りの突破口になったキャラクターであり、シンと似たような美形・イケメンだが、全く違う個性を持たせることができたと語っている。

## 来歴
南斗六聖拳「義星」の男。人のために生き、命を懸ける宿命を背負う。指や手刀による斬撃を主体とする「南斗水鳥拳」の伝承者。南斗聖拳で一番華麗な技を持ち、その姿は優美で見る者を魅了するが、拳の威力は敵を切り裂き切り刻む、比類なき残虐非道の必殺拳と呼ばれる。
ケンシロウにとって、友でありながら「強敵」でもある人物。共に行動するようになってからは、ケンシロウの良き相棒になった。また、南斗六聖拳の中で唯一、部下や側近が登場しない拳士でもある。
父母は、妹アイリの結婚式前（レイの留守中）に、ジャギによって惨殺されている。
師はロフウであるが、彼の奥方リンレイからも大いに教えを受けている（『蒼黒の餓狼 -北斗の拳 レイ外伝-』より）。彼の使う水鳥拳は、優美にして華麗、見るものを魅了し、そのためにユダから激しい妬みと逆恨みを買い、後にマミヤの運命を賭けて戦うことになる。奥義には「飛翔白麗」「飛燕流舞」「朱雀展翔（アニメ版）」 などがある。
登場時には、両親を惨殺し、妹アイリを連れ去った「胸に七つの傷のある男」（後にジャギであったことが判明する）への復讐の念に凝り固まり、非道で孤独な旅を続けていた。この頃は、自身の全身の体格をローブで隠して目元のみ露出させて女を装い、野盗を誘うなどして、食料を確保していた。
マミヤたちの村へも最初は用心棒として訪れ、ケンシロウたちともそこで知り合った。当初は、かなり荒んだ表情もあってリンには「あの目は人を助けるような目じゃない」、バットには「大悪党のツラ」とまで言われ、ケンシロウも「自分の利益以外では動かない男」との人物評を下すなど、第一印象は最悪だった。実際この時は、村の用心棒と言っても、村を狙う牙一族からスパイとして送り込まれていたのだが、ケンシロウの強さを目にしてあっさりと乗り換える。
しかし、村人の前で野盗に理不尽に殺害されたマミヤの弟・コウの死にも、村のリーダーとして冷徹さを貫く姿勢を見せながらも、陰でその弟の死を嘆き一人で涙するマミヤの姿に動かされ、やがて利害を超えてマミヤたちのために戦う姿勢を見せる。
さらにはケンシロウたちの協力で妹のアイリとの再会を果たし、以降、本来の「義星」としての輝きを取り戻していき、ケンシロウたちへの無償の友情や愛のために奔走することになる。なお、牙一族の一件が片付きアイリを取り戻した際、ケンシロウ自ら七つの胸の傷を持つことを明かされるも、彼の周りからの人望と、今までの付き合いから感じた人柄から「例えお前がアイリを連れ去った本人だと言っても信じない」と断言し、友情は変わることはなかった。
アイリを取り戻すための荒んだ旅や、牙一族にアイリを人質に取られケンシロウと戦ったことからも、それまでは妹であるアイリを護ることを第一に考えて生きてきた。それはレイにとって弱点でもあったのだが、やがてアイリが閉ざしていた心を開き、自ら考え戦う意志を見せてからは、アイリを「自分が守らなければならない存在」から「自分の意志で生きて死んでいく一人の人間」として認めた。
マミヤたちの村に侵攻したラオウに挑むも、馬上からであるにもかかわらず、闘気による攻撃に圧倒される。何としてもラオウを葬り、ケンシロウに借りを返したいレイは、南斗究極奥義「断己相殺拳」で命を賭して相打ちを狙うが、ラオウには指一本触れることも叶わず、3日後に全身から血を吹き出して死に至る秘孔「新血愁」を突かれて敗北した。

## マミヤへの愛
レイがマミヤの村に用心棒として入ったのは、牙一族に雇われて、村を乗っ取るための刺客として送り込まれたためであるが、マミヤがリンと水浴びをしている所に現れ、彼女が身に纏っていた布を剥ぎ取り、「野盗にくれてやるには惜しい」と元来の優しい目を見せ、牙一族を裏切る。
ある時は、マミヤが女性であるのに戦い続ける理由について「私は女を捨てた」と言い張るマミヤの着衣を水鳥拳で切り裂いて、胸をあらわにしてしまう。思わず乳房を隠すマミヤに、「女でなければ胸を隠す必要もない」と、彼女が戦い続けることをいましめ、彼なりの優しさを表現する。この時、妹のアイリが結婚式で着けるはずだったが、着けることなく数々の戦闘の末に血で染まってしまったケープを頭に被せ、「帰ってきたら純白のケープをプレゼントする」と発言している。
こうしてマミヤと接して見守っている間に、いつしか彼女を愛するようになるが、マミヤがケンシロウに惹かれていると悟ると、自身のマミヤへの想いは秘め、彼女を見守りながら行動を共にするようになる。
だがマミヤの村で、ラオウによりマミヤが危険にさらされそうになった際、思わずレイはラオウにマミヤを殺さないように懇願する。そして、ラオウから心中を指摘された際、「自分に愛というものを教えてくれた唯一の女」であると、秘めていたマミヤへの思いを告白した。
ラオウに「新血愁」を突かれて余命3日とされ苦痛に耐えながらも最期の生き方を考えていたレイは、残る時間を愛するマミヤに捧げて ｢マミヤの為に死に、マミヤの心の中で生き続けたい｣ という結論にたどり着く。マミヤは新血愁の苦痛に耐えるレイに寄り添おうとするが、トキから｢レイは苦痛に耐える姿をあなただけには見せたくないはずだ｣と引き止められる。なすすべもないマミヤはレイの苦痛を和らげる薬を探すためにメディスンシティーに向かう。しかし町を支配していたガルフという男に彼女は捕らわれてしまう。マミヤが自身の為にメディスンシティーに一人で向かったことを聞いたレイは後を追い、捕らわれていたマミヤを救出するが、その際、彼女の破れた衣服から覗く背中に「UD」の焼印を目撃し、その印は南斗六聖拳のユダの手によるものだと発覚する。レイはマミヤの背中にある焼印の理由をマミヤの村の村長に問いつめた所、「過去に美女を探していたユダがマミヤの噂を耳にし、彼女の20歳の誕生日に両親を殺害してマミヤを拐い、数日後にユダのもとからマミヤは身一つで逃延びて村に戻ってきた。その時から彼女は自分が女であることを捨てた」ということを明かされる。マミヤから未来を奪って戦い続けることを宿命づけ、彼女の"死の運命"の鍵をも握る男である南斗六聖拳「妖星」のユダを倒すために、レイは余命として残る時間をマミヤに捧げて、自分の最期を飾ろうとする。こうしてレイとユダは宿敵として拳を交えることとなる。

## ユダとの対決
レイは、ラオウに突かれた秘孔「新血愁」による死の期限を迎える前に、何としてもユダを倒そうと考えるが、ユダの策略により間に合う望みがなくなってしまう。しかし、万策尽きたわけではなく、トキは「新血愁」に対応する唯一の秘孔「心霊台」を突けば、常人なら発狂死してしまうほどの激痛と引き換えに少しだけ延命できると明かした。レイは迷わずその秘孔を突いてもらうことを選び、トキは激痛に耐えられなかった時のためにと、マミヤがメディスンシティーで調達した死の薬を渡した上でレイの秘孔を突く。
レイは激痛にもだえ苦しみ、その叫び声は部屋の外でアイリが薬を飲んでと懇願するほどであった。やがて叫び声が途絶え、トキが部屋の扉を開けた時、薬を飲むことなく激痛に耐え切ったレイは、僅かばかりの生を得ることに成功した。激痛に耐える過程で髪は真っ白になり、その姿を見て絶句したケンシロウたちに薄く微笑む。
ユダにとってもレイの存在は、過去に南斗聖拳の修行時代にレイの奥義を目撃し、その技の美しさにユダは一方的に嫉妬心を抱き、復讐を誓う存在であった。死を間近にしたレイを嘲笑うべくマミヤの村に攻め入ったユダは、レイの余力を見くびっており、「マミヤは死兆星を見ている、お前の想いは無駄なものだ」と彼の精神力を挫こうとする。しかしレイは、マミヤの運命を知って涙を流しながらも「どこまでも哀しき女。そんな女のために死ぬ男が一人くらい居てもいい」と、より一層の決意を持ってユダに立ち向かう。
2人の対決は、死を背負ったことで迷いを無くし技の切れを増すレイが圧倒する展開で進んでいくが、ユダの奸計によりダムを崩壊させ大量の水を使い流砂と化した戦場で、状況は大きく一変する。流砂に足を取られたレイに対しユダは遠くから南斗紅鶴拳の最初の奥義「伝衝裂波」で痛めつけ、とどめに南斗紅鶴拳の2番目の奥義である「血粧嘴」を放つ。しかし時を同じくしてケンシロウの機転で流砂が止まると、その刹那、レイも奥義「飛翔白麗」で間一髪逆立ちの体勢から宙へと舞う。そして、その美しい技に修行時代と同じく一瞬心を奪われたユダの不覚を誘い、起死回生の勝利を得る。
ユダに勝利した後、死を目前としたレイはマミヤたちに別れを告げ、家屋の中で砕け散る姿を誰にも見せず倒れていく。外にいるケンシロウの手でその家屋ごと火葬される中、レイの無償の愛はマミヤの頭上から「死兆星」の蒼光を消し去った。テレビアニメ版も同じ場面ではマミヤの村の民全員が彼の葬儀を見守っていた。

## 後の他キャラクターへの影響
- ケンシロウ

死後にレイの技を度々使用したり、名前が登場している。
- バット

レイがマミヤを思う気持ちはバットにも影響を与え、最終章でのマミヤとの会話では自分がリンを思う気持ちをレイに重ね合わせて語っている。
- マミヤ

レイがユダを倒したことにより、作中の人物で唯一と言って良い「死兆星」の死の宿命から逃れた人物となった。レイの死後は、マミヤの村に建てられたレイの墓を見守りながら暮らしている。アニメ版では彼の墓にマミヤ自身の武器を封印していた。
『銀の聖者 北斗の拳 トキ外伝』では、レイの生き様はマミヤの心を動かし、終生レイの愛を胸に生きたと明かされており、『彷徨の雲北斗の拳ジュウザ外伝』『北斗無双』でも、マミヤがレイを愛していたことが明かされている。

## 劇場版・OVAでの活躍
劇場版『北斗の拳』
妹・アイリを奪還するために、ケンシロウと共闘してジャギ一味を壊滅させた。しかし、拳王軍との戦いで、ウイグルには圧勝するものの、ラオウには原作同様の流れで南斗究極奥義・断己相殺拳もかなわず「秘孔・新血愁」を突かれ敗死した。
真救世主伝説 北斗の拳
OVA『ユリア伝』に登場するが活躍する場面は限定的である。強奪された妹・アイリの手がかりを求めて荒野を放浪していたところを南斗五車星に捕らえられ、南斗最後の将であるユリアはケンシロウのもとへ向かうように誘う。ケンシロウとの出会いで本来の「義星」の光を取り戻してレイの旅は終わる。原作と同様、ラオウに挑んだが、秘孔・新血愁を突かれて敗北し、トキに秘孔を突いてもらい少しばかり延命した。その時、白髪化した頭髪の一束を、恩人である最後の将に渡してほしいとトキに頼んだ。なお、アイリ救出、マミヤやユダとのエピソードはカットされている。

## モデルについて
原哲夫によると、モデルは俳優のロバート・ランバート。
新沢基栄の漫画『ハイスクール!奇面組』の一堂零をモデルにしているという説があったが、原作者の武論尊はインタビューで否定している。レイの名は後述の通り「麗」の漢字から名付けられた。
なお、『奇面組』のテレビアニメ版では、数秒ではあるが一堂零がレイに扮装して南斗水鳥拳のようにスイカを輪切りにするシーンがある。
一方で、レイをモデルとしたキャラクターもいる。アニメ『蒼き流星SPTレイズナー』の後半に登場するグラドス星人の総司令官ル・カインは、髪型や顔もレイに近く、声優も塩沢が担当している。これは作画監督の谷口守泰が熱狂的な『北斗』ファンだったことによるもので、このほかにも同作品にはしばしば『北斗の拳』の登場人物に似たデザインのキャラクターが登場する。

## エピソード
- 核戦争時、南斗六聖拳では「戦乱を望むグループ」と「平和を望むグループ」の半々に別れたが、レイは「仁星」のシュウやユリアと同じく平和を望んでいた。しかし、家族を殺され妹を誘拐されたことを境に、家族を殺した男への復讐のために一人で非道な旅を続けていた。
- レイと同じく「和平派」であったシュウとは親友である。彼を主人公に置いた外伝『蒼黒の餓狼 -北斗の拳 レイ外伝-』や『北斗無双』では、シュウの南斗白鷺拳の足技をレイが使ってみせた。
- テレビゲームのセガ・マークIII版『北斗の拳』においては、本人は出番がないにもかかわらずパッケージのイラストに顔が描かれている。

## その他
- 名前の「レイ」の由来は「麗」の字からで、麗しい、綺麗、華麗などの意味から名付けられた[6]。
- 美形キャラクターで、『北斗の拳』が男性のみならず、女性にも人気を博する一翼を担った[7]。
- 義の星を宿命を持つが、作中では愛を知りマミヤへの愛のために命をかけたことから、近年[いつ?]の公式のキャラクター紹介やゲームのキャラクター紹介などでは「愛と義の星」と紹介されることが多い。
- 牙一族の奸計により、ケンシロウとの非情な闘いを互角に渡りあったが、以降はケンシロウの戦いをサポートする役に回ることが多くなった[8]。
- レイの南斗水鳥拳は原哲夫が最も好きな拳法として挙げ、「絵的にもうまくいった」と語っており[9]、アニメでも演出（独特の掛け声、暗転した背景に光の軌道を描く指の動きなど）で高い人気を得た[10]。
- 『北斗の拳』の連載35周年を記念して行われた人気投票「北斗の拳 国民総選挙」での結果は、ラオウに次ぐ第2位。

## 担当声優
塩沢兼人
- テレビアニメ『北斗の拳』
- 劇場版『北斗の拳』
- 『パンチマニア 北斗の拳』シリーズ
- 『北斗の拳 世紀末救世主伝説』
- 『TECH win』
- 『コンビニ愛テム 北斗の拳 音声キーホルダー』

千葉一伸
- パチンコ（『CR北斗の拳 (2002年)』、『CR北斗の拳 (2005年)』、『ぱちんこCR北斗の拳』など）
- パチスロ（『北斗の拳』、『北斗の拳SE』、『パチスロ北斗の拳 世紀末救世主伝説』、『パチスロ北斗の拳 強敵』など）
- 『北斗の拳 (対戦型格闘ゲーム)』
- 『北斗の拳 LEGENDS ReVIVE』
- その他各種外部出演など

原沢勝広
- 『北斗の拳 激打3 〜タイピング百裂拳〜』

三木眞一郎
- 『真救世主伝説 北斗の拳 ユリア伝』

植木誠
- 『北斗の拳 北斗神拳伝承者の道』

子安武人
- 『北斗無双』シリーズ

岸尾だいすけ
- 『DD北斗の拳』シリーズ

鳥海浩輔
- 『北斗の拳 イチゴ味』

緑川光
- 『北斗の拳 スマートショック』

森川智之
- 『北斗が如く』

三浦勝之
- 『Fit Boxing 北斗の拳 〜お前はもう痩せている〜』